# جون روبرت كارترايت
جون روبرت كارترايت هو قاضي ومحامي كندي، ولد في 23 مارس 1895 في تورونتو في كندا، وتوفي في 24 نوفمبر 1979.